# Kingsford Dibela
Kingsford Dibela, född 16 mars 1932, död 22 mars 2002 i Port Moresby, var Papua Nya Guineas generalguvernör från 1 mars 1983-1 mars 1989. Tidigare hade han varit parlamentets talman 1977-1980.